# Poiana Mărului, Suceava
Poiana Mărului este un sat în comuna Mălini din județul Suceava, Moldova, România.

## Personalități
- Nicolae Labiș (1935 - 1956), poet

 Acest articol despre o localitate din județul Suceava este deocamdată un ciot. Puteți ajuta Wikipedia prin completarea lui.